# WWE Evolution
WWE Evolution es un evento prémium en vivo de lucha libre profesional y Netflix antes WWE Network producido por WWE para sus marcas Raw, SmackDown y NXT anteriormente para NXT UK. La creación surgió el 23 de julio de 2018, Vince McMahon, Stephanie McMahon, y Triple H abrieron Raw anunciando la creación de Evolution, un evento de pago por visión exclusivo para la división femenina. Después de siete años, un segundo evento está programado para realizarse en julio de 2025.

## Ediciones

### 2018
WWE Evolution 2018 tuvo lugar el 28 de octubre de 2018, en el Nassau Veterans Memorial Coliseum en Uniondale, Nueva York. El tema oficial del evento fue "Salute" de Little Mix. El evento se caracterizó por estar compuesto íntegramente por combates de la división femenina, y todos los campeonatos femeninos de WWE fueron defendidos en el evento. También incluyó la final del torneo Mae Young Classic 2018. El evento fue anunciado en la edición del 23 de julio de 2018 de Raw.

#### Antecedentes
El 18 de agosto, un combate entre Alexa Bliss y Trish Stratus fue programado para Evolution. El 3 de septiembre, un combate entre Lita y Mickie James fue programado para Evolution. Esta será la primera vez que ambas compitan entre sí desde que James ganó el Campeonato Femenino de la WWE de Lita en el partido de retiro de esta última en Survivor Series 2006. El 8 de octubre en Raw, se anunció que Stratus y Lita formarían equipo contra Bliss y James, uniendo las dos luchas individuales a una nueva de parejas, sin embargo debido a una conmoción cerebral sufrida por Bliss, tuvo que ser sustituida por Alicia Fox.
En NXT TakeOver: Brooklyn 4, Kairi Sane derrotó a Shayna Baszler ganándole el Campeonato Femenino de NXT. El 26 de septiembre en NXT, se programó una revancha entre los dos por el título para Evolution.
Después de haber derrotado a The Riott Squad en Super Show-Down, el 8 de octubre en Raw, Ronda Rousey y The Bella Twins tuvieron una revancha con éstas donde salieron vencedoras. Tras esto, Nikki y Brie atacaron a Ronda. Posteriormente, se confirmó a través de Twitter que Ronda defenderá el título ante Nikki en Evolution.
En Hell in a Cell, Becky Lynch venció a Charlotte Flair, ganando por segunda vez el Campeonato Femenino de SmackDown. Posteriormente, ambas tuvieron careos y ataques entre ellas por lo que se pactó una lucha por el título en Super Show-Down. En dicho evento, Charlotte venció a Becky por descalificación ya que esta última la atacó con el título durante el encuentro. Tras esto, se pactó una nueva lucha entre las dos para el 9 de octubre en SmackDown, donde si Lynch es descalificada, perderá el título. El 9 de octubre en SmackDown, la lucha terminó sin resultado ya que ambas perdieron por conteo de 10. Dada esta situación, la GM de SmackDown Paige anunció que Becky y Charlotte nuevamente se enfrentarían, pero esta vez en Evolution bajo las reglas de un Last Woman Standing Match, siendo la segunda vez que se da esta estipulación dentro de WWE, después de la que hubo en 2017 donde Asuka y Nikki Cross se enfrentaron.

#### Resultados
- Dark Match: Rhea Ripley derrotó a Dakota Kai y retuvo el Campeonato Femenino del Reino Unido de la WWE.[6]
  - Ripley cubrió a Kai después de un «Pumphandle Powerbomb».
  - La lucha formaría parte del evento transmitido, sin embargo, fue eliminada.
  - Esta lucha salió a la luz en 2024, a través del canal de YouTube WWE Vault.
- Trish Stratus & Lita derrotaron a Alicia Fox & Mickie James (con Alexa Bliss) (11:05).[7]
  - Stratus cubrió a James después de un «Chick Kick».
  - Durante la lucha, Bliss interfirió a favor de James & Fox.
  - Originalmente, Bliss iba a ser la compañera de James, pero fue reemplazada por Fox debido a una lesión.
- Nia Jax ganó un 20-Women's Battle Royal (16:10).[8]
  - Jax eliminó finalmente a Ember Moon, ganando la lucha.
  - Las otras participantes fueron (por orden de eliminación): Peyton Royce, Billie Kay, Molly Holly, Kelly Kelly, Torrie Wilson, Sonya Deville, Alundra Blayze, Maria Kanellis, Lana, Mandy Rose, Dana Brooke, Michelle McCool, Naomi, Carmella, Ivory, Asuka, Tamina y    Zelina Vega.
  - Como resultado, Jax recibió una oportunidad por el campeonato femenino de su elección, eligiendo el Campeonato Femenino de Raw.
- Toni Storm derrotó a Io Shirai y ganó el Mae Young Classic 2018 (10:20).[9]
  - Storm cubrió a Shirai después de un «Storm Zero».
  - Después de la lucha, ambas se abrazaron en señal de respeto y Triple H, Stephanie McMahon y Sarah Amato salieron a felicitar a Storm y a Shirai.
- Bayley, Sasha Banks & Natalya derrotaron a The Riott Squad (Ruby Riott, Sarah Logan & Liv Morgan) (13:10).[10]
  - Banks cubrió a Morgan después de un «Frog Splash».
- Shayna Baszler derrotó a Kairi Sane y ganó el Campeonato Femenino de NXT (12:10).[11]
  - Baszler fue declarada ganadora después de dejar a Sane inconsciente con un «Kirifuda Clutch».
  - Durante la lucha, Marina Shafir & Jessamyn Duke interfirieron a favor de Baszler.
- Becky Lynch derrotó a Charlotte Flair en un Last Woman Standing Match y retuvo el Campeonato Femenino de SmackDown (28:40).[12]
  - Lynch ganó después de que Flair no reaccionara a la cuenta de 10 del árbitro, luego de romper una mesa fuera del ring después de un «Powerbomb» desde la tercera cuerda aplicado por Lynch.
- Ronda Rousey derrotó a Nikki Bella (con Brie Bella) y retuvo el Campeonato Femenino de Raw (14:15).[13]
  - Rousey forzó a Nikki a rendirse con un «Armbar».
  - Durante la lucha, Brie interfirió a favor de Nikki.
  - Después de la lucha, Stephanie McMahon y todo el roster femenino salieron para despedir el evento.

##### Eliminaciones de la Battle Royal
El color rojo ██ indica las superestrellas de Raw, azul ██ indica las superestrellas de SmackDown Live, morado ██ indica las superestrellas de 205 Live, gris ██ indica las superestrellas miembros del WWE Hall of Fame, sin color indica las superestrellas que son agentes libres.
| Luchadora       | Eliminada por | Eliminada por                   | Elim. | Tiempo |
| --------------- | ------------- | ------------------------------- | ----- | ------ |
| Alundra Blayze  | 7             | Jax                             | 1     | 3:56   |
| Asuka           | 16            | Moon                            | 1     | 12:43  |
| Billie Kay      | 2             | Wilson, McCool y Molly          | 0     | 00:36  |
| Carmella        | 14            | Moon                            | 1     | 10:52  |
| Dana Brooke     | 11            | Moon                            | 0     | 8:42   |
| Ember Moon      | 19            | Jax                             | 5     | 16:10  |
| Ivory           | 15            | Asuka                           | 2     | 12:00  |
| Kelly Kelly     | 4             | Rose y Deville                  | 1     | 2:32   |
| Lana            | 9             | Tamina                          | 0     | 6:20   |
| Mandy Rose      | 10            | Carmella y Ivory                | 3     | 8:10   |
| Maria Kanellis  | 8             | Jax                             | 1     | 4:47   |
| Michelle McCool | 12            | Moon                            | 1     | 9:33   |
| Molly Holly     | 3             | Deville                         | 1     | 1:59   |
| Naomi           | 13            | Tamina                          | 0     | 9:59   |
| Nia Jax         | Ganadora      | Ganadora                        | 4     | 16:10  |
| Peyton Royce    | 1             | Kelly, Ivory, Blayze y Kanellis | 0     | 00:35  |
| Sonya Deville   | 6             | Rose                            | 2     | 3:23   |
| Tamina          | 17            | Moon                            | 2     | 13:57  |
| Torrie Wilson   | 5             | Rose                            | 1     | 3:15   |
| Zelina Vega     | 18            | Jax                             | 0     | 16:00  |

### 2025
WWE Evolution 2025 tuvo lugar el 13 de julio de 2025 desde el State Farm Arena en Atlanta, Georgia. Fue el regreso del evento luego de 7 años y el retorno de los PPV al domingo desde Hell in a Cell del 5 de junio de 2022, esto, sin contar eventos de dos noches y antes del anunciado Clash in Paris.

#### Antecedentes
En el NXT del 27 de mayo, Jacy Jayne derrotó a Stephanie Vaquer y ganó el Campeonato Femenino de NXT. Posteriormente, en el episodio del 10 de junio de NXT, Jayne defendió con éxito el campeonato ante Lainey Reid. Tras ello, la gerente general de NXT, Ava, anunció que en el siguiente episodio habría cuatro combates y cada ganadora avanzaría a una lucha fatal de cuatro esquinas el 24 de junio. En dicha lucha, Jordynne Grace derrotó a Lash Legend, Izzi Dame y Jaida Parker y obtuvo una lucha titular en Evolution por el campeonato de Jayne. 
En el Raw del 3 de marzo, Iyo Sky derrotó a Rhea Ripley para ganar el Campeonato Mundial Femenino. En el Raw del 31 de marzo, ambas se volvieron a enfrentar en un combate por el título, el cual terminó en descalificación. Como consecuencia, tanto Sky como Ripley y Bianca Belair se enfrentaron en una lucha de triple amenaza en WrestleMania 41 por el campeonato, en la cual Sky logró retener. Tras su victoria en Night of Champions ante Raquel Rodríguez, Ripley abrió el siguiente episodio de Raw, en el cual fue confrontada por Sky, quien declaró que el gerente general de Raw, Adam Pearce, le permitió defender su título en Evolution contra una oponente de su elección y ella decidió defenderlo contra Ripley.
En el Raw post WrestleMania, Liv Morgan & Raquel Rodríguez ganaron el Campeonato Femenino de Parejas de WWE al derrotar a Lyra Valkyria & Becky Lynch. Posteriormente, en el Raw del 16 de junio, Morgan sufrió una dislocación legítima del hombro durante una lucha contra Kairi Sane, la cual requirió cirugía, dejando a Morgan fuera de acción durante varios meses. Durante este período, Roxanne Perez comenzó a insertarse en la facción de Morgan, The Judgment Day. En el Raw del 30 de junio, los miembros de The Judgment Day Finn Bálor y JD McDonagh, propusieron al gerente general de Raw, Adam Pearce, y al gerente general de SmackDown, Nick Aldis, que Perez reemplazara a Morgan para que ella y Rodríguez pudieran defender el título. Pearce y Aldis aceptaron con una condición: Rodríguez y Perez tenían que defender el campeonato en Evolution contra un equipo de cada marca en una lucha fatal por equipos de cuatro esquinas, la cual aceptaron. En la grabación del SmackDown de esa semana, Alexa Bliss & Charlotte Flair derrotaron a Michin & B-Fab y a The Secret Hervice (Alba Fyre & Piper Niven), ganando el lugar del equipo de SmackDown. En el episodio del 7 de julio, se anunció que el equipo de NXT sería Sol Ruca & Zaria. Esa misma noche en Raw, Sane derrotó a Perez, pero tras la victoria fue atacada por Rodríguez y Pérez. Asuka acudió en ayuda de Sane, reuniendo a The Kabuki Warriors. Posteriormente, se añadieron al combate representando a Raw.
En Evolution de 2018, se celebró una Battle Royal, donde la ganadora obtuvo una oportunidad titular. En esa ocasión, la vencedora fue Nia Jax. En el episodio del 30 de junio de Raw, los gerentes generales de ambas marcas, Adam Pearce por Raw y Nick Aldis por SmackDown anunciaron que en Evolution 2025 también se llevará a cabo una Battle Royal, cuya ganadora obtendrá una lucha por el título en Clash in Paris.
En el SmackDown del 3 de enero, Tiffany Stratton ganó el Campeonato Femenino de WWE tras canjear el contrato Money in the Bank ante Nia Jax. Posteriormente, tuvo defensas ante Charlotte Flair en WrestleMania 41 y Jax en SmackDown. El 4 de julio en SmackDown, Stratton habló sobre su defensa del título programada para SummerSlam contra la ganadora de Queen of the Ring, Jade Cargill. Stratton reveló que también defendería su título en Evolution y que podía elegir a su oponente. Tras la interrupción de Cargill, Stratton declaró que tenía una sorpresa, lo cual era la aparición de Trish Stratus, miembro del Salón de la Fama de WWE, con quien Stratton había formado equipo previamente y con quien obtuvo la victoria en Elimination Chamber. Stratton dijo que quería defender su título contra Stratus en Evolution, lo cual Stratus aceptó.
En la edición del 22 de noviembre de 2024 de SmackDown, Jade Cargill fue atacada por un agresor desconocido en el estacionamiento, quedando fuera de acción por meses. Durante su ausencia, Naomi tomó el lugar de Cargill como una de las Campeonas del Campeonato Femenino en Parejas de WWE, haciendo equipo con Bianca Belair. Ambas sospecharon de Liv Morgan y Raquel Rodríguez, lo que dio inicio a una rivalidad. El 24 de febrero de 2025 en Raw, Morgan y Rodríguez las derrotaron y ganaron los títulos. Más tarde, Naomi y Belair clasificaron para la Elimination Chamber Match;  en Elimination Chamber, antes del combate, Cargill regresó y atacó a Naomi, dejándola fuera. En el siguiente SmackDown, Naomi reveló haber sido la agresora de Cargill desde el inicio, volviéndose heel por primera vez desde 2016. En WrestleMania 41 en la primera noche, Cargill venció a Naomi. La rivalidad siguió: se enfrentaron en una lucha por equipos donde la ganadora fue Cargill y luego en una triple amenaza clasificatoria a Women's Money in the Bank Ladder Match, donde Naomi derrotó a Cargill y más tarde ganó Money in the Bank. Tras atacar a Cargill la ganadora del torneo Queen of the Ring, con el maletín en el SmackDown del 4 de julio, se pactó una lucha No Holds Barred Match entre ambas para Evolution.
En la segunda noche de WrestleMania 41, Bayley estaba programada para hacer equipo con Lyra Valkyria en una lucha por el Campeonato Femenino en Parejas de WWE; sin embargo, en la primera noche, Bayley fue atacada tras bastidores por un asaltante desconocido. Valkyria tuvo que elegir una nueva compañera, la cual sería la retornante Becky Lynch, con quien derrotó a Rodríguez & Morgan para ganar el título, solo para perderlo la noche siguiente en Raw. Esto enfureció a Lynch, quien traicionó y atacó a Valkyria, revelando posteriormente que fue ella la que atacó a Bayley. Esto llevó a una lucha en Backlash por el Campeonato Intercontinental Femenino de Valkyria, donde retuvo el título, pero en una revancha en Money in the Bank, Lynch la derrotó en una lucha de última oportunidad para ganar el título. Su rivalidad continuaría durante las siguientes semanas, en las que Bayley regresó y atacó a Lynch, poniendo también su mira en el título, para la consternación de Valkyria, quien también estaba molesta con Bayley por no hablarle desde el ataque de Lynch. Las cosas empeoraron en el Raw del 23 de junio, donde Bayley se enfrentó a Lynch por el título. Valkyria intentó ayudar a Bayley, pero tras ser atacada por Lynch, Valkyria tomó represalias, provocando que Lynch ganara por descalificación, reteniendo así el título. Bayley y Valkyria se enfrentaron la semana siguiente para determinar quién retaría a Lynch por el título, pero la lucha terminó en doble pinfall, lo que llevó a una pelea entre ambas. El 6 de julio, el gerente general de Raw, Adam Pearce, anunció que Lynch defendería el título contra Bayley y Valkyria en una lucha de triple amenaza en Evolution.

#### Resultados
- Becky Lynch derrotó a Lyra Valkyria y Bayley y retuvo el Campeonato Intercontinental Femenino (16:30).[20]
  - Lynch cubrió a Bayley con un «Roll-Up».
- Jacy Jayne (con Fallon Henley & Jazmyn Nyx) derrotó a Jordynne Grace (con Blake Monroe) y retuvo el Campeonato Femenino de NXT (10:30).[21]
  - Jayne cubrió a Grace después de que Monroe la golpeara con el título seguido de un «Rolling Encore».
  - Durante la lucha, Henley y Nyx interfirieron a favor de Jayne, mientras que Monroe lo hizo a favor de Grace, pero finalmente la traicionó.
- The Judgment Day (Raquel Rodríguez & Roxanne Perez) derrotó a Alexa Bliss & Charlotte Flair, The Kabuki Warriors (Asuka & Kairi Sane) y Sol Ruca & Zaria y retuvo el Campeonato Femenino de Parejas de WWE (10:50).[16]
  - Rodríguez cubrió a Ruca después de un «Texana Bomb».
- Tiffany Stratton derrotó a Trish Stratus y retuvo el Campeonato Femenino de WWE (8:30).[18]
  - Stratton cubrió a Stratus después de un «Prettiest Moonsault Ever».
- Jade Cargill derrotó a Naomi en un No Holds Barred Match (con Bianca Belair como árbitra especial invitada) (11:10).[19]
  - Cargill cubrió a Naomi después de un «Jaded» desde la tercera cuerda sobre una mesa.
- Stephanie Vaquer ganó el 20-Women's Battle Royal y una oportunidad titular en Clash in Paris (15:30).[17]
  - Vaquer eliminó finalmente a Lash Legend, ganando la lucha.
  - Las otras participantes fueron (por orden de eliminación): Tatum Paxley, Izzi Dame, Ivy Nile, Natalya, Maxxine Dupri, Candice LeRae, Jaida Parker, Kelani Jordan, Giulia, B-Fab, Michin, Zelina Vega, Alba Fyre, Lola Vice, Piper Niven, Chelsea Green, Nikki Bella y Nia Jax.
- Naomi derrotó a Iyo Sky (c) y Rhea Ripley y ganó el Campeonato Mundial Femenino (26:20).[15]
  - Naomi cubrió a Sky después de un «Split-Legged Moonsault».
  - Originalmente, la lucha era entre Sky y Ripley, pero Naomi canjeó su contrato Money in the Bank mientras la lucha estaba en progreso, convirtiéndola en un Triple Threat Match.

##### Eliminaciones de la Battle Royal
El color rojo ██ indica las superestrellas de Raw, azul ██ indica las superestrellas de SmackDown, amarillo ██ indica las superestrellas de NXT, gris ██ indica las superestrellas miembros del WWE Hall of Fame.
| Luchadora        | Eliminada por | Eliminada por   | Elim. | Tiempo |
| ---------------- | ------------- | --------------- | ----- | ------ |
| Alba Fyre        | 13            | Bella           | 1     |        |
| B-Fab            | 10            | Niven           | 1     |        |
| Candice LeRae    | 6             | Parker y Jordan | 2     |        |
| Chelsea Green    | 16            | Bella           | 1     |        |
| Giulia           | 9             | Vega            | 1     |        |
| Ivy Nile         | 3             | Giulia          | 0     |        |
| Izzi Dame        | 2             | Jax             | 0     |        |
| Jaida Parker     | 7             | B-Fab y Michin  | 3     |        |
| Kelani Jordan    | 8             | Jax y LeRae     | 1     |        |
| Lash Legend      | 19            | Vaquer          | 3     |        |
| Lola Vice        | 14            | Niven           | 0     |        |
| Maxxine Dupri    | 5             | Parker y LeRae  | 0     |        |
| Michin           | 11            | Fyre y Green    | 1     |        |
| Natalya          | 4             | Parker          | 0     |        |
| Nia Jax          | 18            | Legend y Vaquer | 4     |        |
| Nikki Bella      | 17            | Jax y Legend    | 3     |        |
| Piper Niven      | 15            | Vaquer y Bella  | 2     |        |
| Stephanie Vaquer | Ganadora      | Ganadora        | 3     | 15:30  |
| Tatum Paxley     | 1             | Jax             | 0     |        |
| Zelina Vega      | 12            | Legend          | 1     |        |

1. ↑  LeRae ya había sido eliminada cuando tomó del pie a Jordan sacándola del ring.